# 竹辺非常滑走路

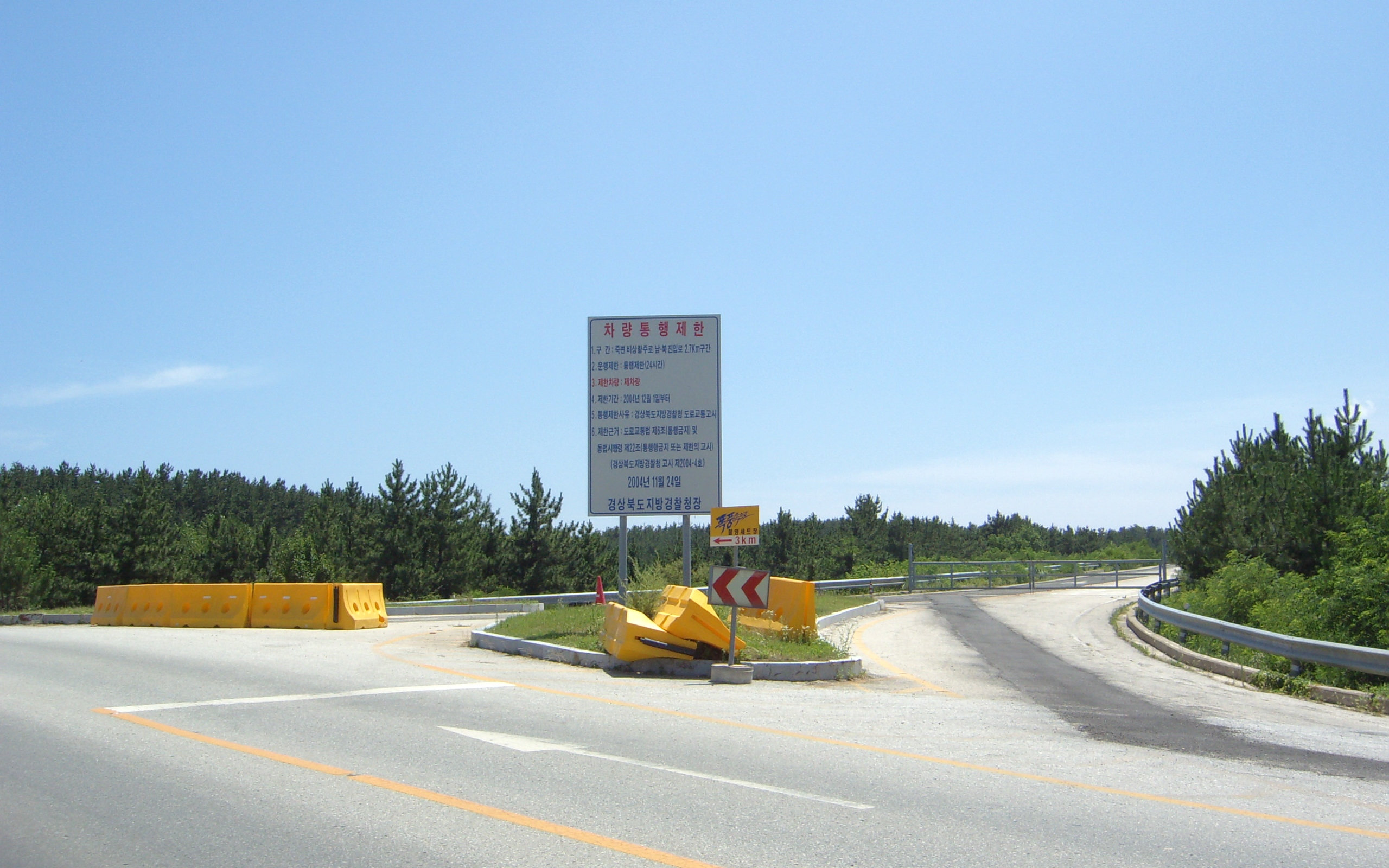
北側入口

竹辺非常滑走路（チュクピョンひじょうかっそうろ、韓国語: 죽변비상활주로）は、大韓民国慶尚北道蔚珍郡竹辺面にある非常滑走路である。道路上の一部区間を道幅の広い直線区間とすることにより、軍用機の離着陸を可能としている。
1978年建設。江陵所在の韓国空軍第18戦闘飛行団の管轄で、数年に一度、離着陸訓練が行われている。1992年5月に韓国空軍・アメリカ空軍が羅州非常滑走路と同時に訓練を実施した後、しばらく訓練は行われていなかったが、2008年11月6日には「2008 護国訓練」の一環として訓練が実施され、F-15K、KF-16、F-4E、F-5E、CN-235など計10機が接近訓練を行った。
通常は近隣の住民が通行するほか、運動場としても利用されており、2009年11月には近くに無料の自転車貸与所が設けられた。
かつては一般車両の通行が認められていた。幅41mの直線道路が2km以上続くことから、時速150km以上の高速で走行する車両も多く、運転者からは「蔚珍のアウトバーン」と呼ばれる一方で、周辺住民が被害者となる事故も頻発し、住民からは「魔の道路」と呼ばれていた。また2001年8月には、駐車が禁止されている非常滑走路内での駐車を空軍の警備兵に見咎められた運転手が、兵から小銃を奪って逃走する事件も発生した。2004年12月には車両の通行が全面的に禁止となり、南北の進入口には障害物が置かれている。
座標: 北緯37度03分48秒 東経129度24分30秒 / 北緯37.063377度 東経129.408246度